# 光叶扁芒菊
光叶扁芒菊（学名：Allardia stoliczkae）是菊属扁芒菊属的植物。分布在俄罗斯、巴基斯坦、阿富汗、印度以及中国大陆的西藏等地，生长于海拔3,200米至5,400米的地区，目前尚未由人工引种栽培。

## 异名
- Waldheimia korolkowii Regel & Schmalh.
- Waldheimia stoliczkae (C.B.Clarke) Ostenf.